# Heliolais erythropterus
La prinia alirroja (Heliolais erythropterus) es una especie de ave paseriforme de la familia Cisticolidae propia del África subsahariana. Es la única especie del género Heliolais. Su hábitat natural son las sabanas.

## Taxonomía
La prina alirroja fue descrita científicamente por el naturalista escocés William Jardine en 1849, con el nombre de Drymoica erythroptera, a partir de ejemplares recolectados en África occidental. En 1903 William Jardine la trasladó a su propio género.
El nombre específico, erythropterus, procede de la conjunción de los términos griegos eruthros que significa «rojo» y -pteros «alas».
Se reconocen cuatro subespecies:
- H. e. erythropterus (Jardine, 1849) – se encuentra en África occidental, de Senegal al norte de Camerún;
- H. e. jodopterus (Heuglin, 1864) – se extiende desde el centro de Camerún a Sudán del Sur y el noroeste de Uganda;
- H. e. major (Blundell y Lovat, 1899) – localizada en Etiopía;
- H. e. rhodopterus (Shelley, 1880) – se encuentra en el África oriental, desde Kenia al este de Zimbabue y Mozambique.

Algunos taxónomos sitúan a esta especie en el género Prinia. Esta clasificación alternativa se apoya en un estudio genético de la familia Cisticolidae publicado en 2013 que muestra que la prinia alirroja está cercanamente emparentada con los miembros de Prinia.